# Himeshima
Himeshima (姫島村, Himeshima-mura) est un village du district de Higashikunisaki, dans la préfecture d'Ōita au Japon.

## Géographie
Le village de Himeshima est une île située dans le sud-ouest de la mer intérieure de Seto, environ 4,5 km au large de la péninsule de Kunisaki. Il s'étend sur 6,6 km d'est en ouest et 2,6 km du nord au sud. C'est un village de plaine d'origine volcanique compris dans le parc national de Setonaikai.
Les quelques hauteurs de l'île sont formées par des dômes de lave et des cônes volcaniques. La dernière éruption du groupe volcanique de Himeshima remonte au Pléistocène supérieur.

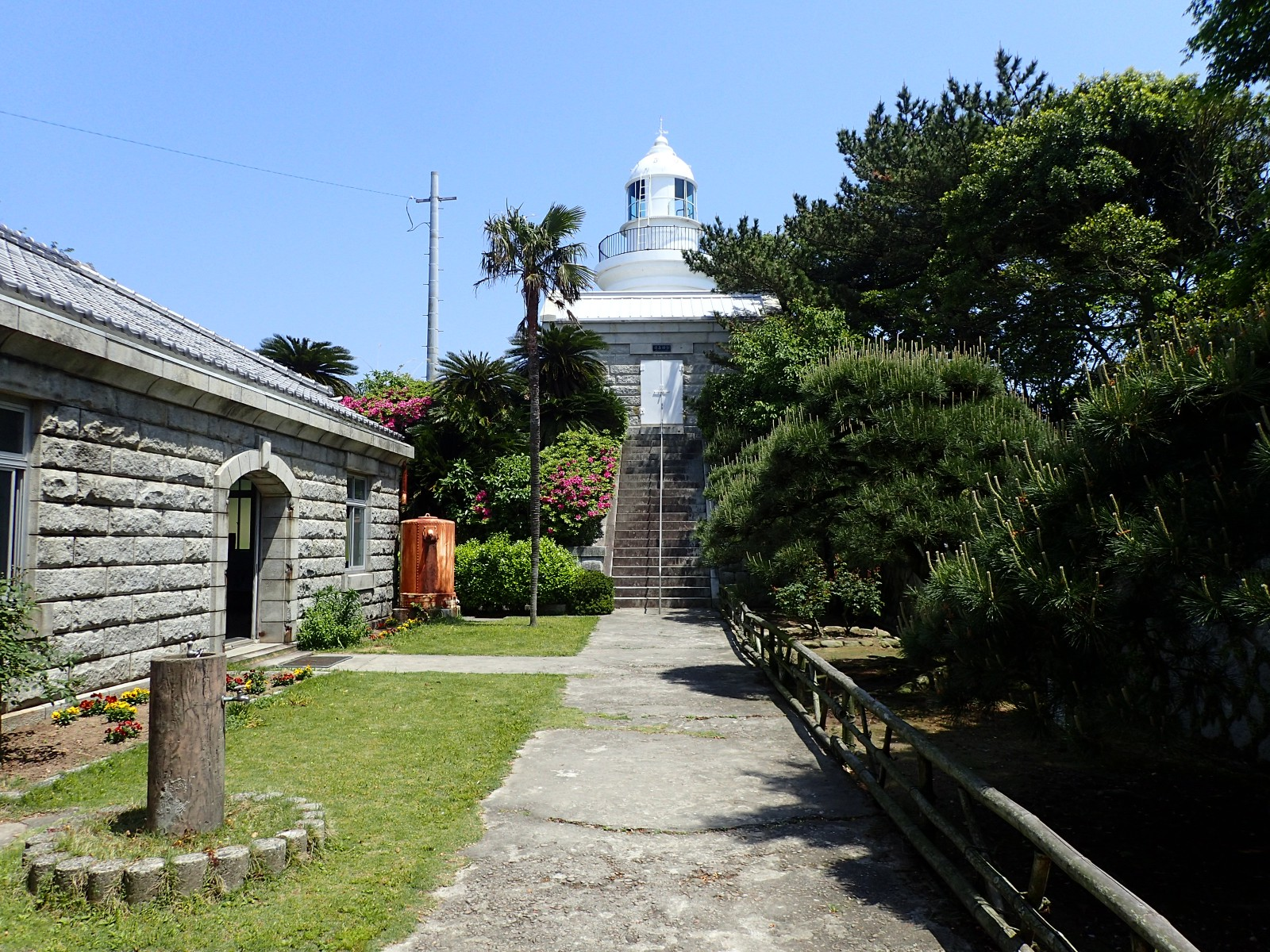
Phare de Himejima à Himejima

### Toponymie
Himeshima signifie littéralement « île de la princesse ».
Selon le Kojiki, recueil de mythes concernant l’origine des îles formant le Japon et des dieux du shintō, Himeshima serait une des îles créées par les divinités Izanami et Izanagi, créatrices du monde et de l'archipel japonais.
Selon le Nihongi, durant le règne de l'empereur Suinin, une princesse née d'une pierre blanche aurait fui Gaya, un royaume de la péninsule coréenne, pour échapper à un mariage. Elle se serait réfugiée dans une île, Himeshima, où elle devint une déesse.
Le sanctuaire Himekoso de Himeshima est dédié à la princesse coréenne devenue une divinité locale.

### Démographie
Au 1er février 2015, la population de Himeshima s'élevait à 2 000 habitants répartis sur une superficie de 6,98 km2.

### Municipalités voisines
| mer intérieure de Seto | mer intérieure de Seto | mer intérieure de Seto |
| mer intérieure de Seto | Himeshima              | mer intérieure de Seto |
| Kunisaki               | Kunisaki               | Kunisaki               |

### Climat
La température annuelle moyenne de Himeshima est d'environ 17,5 °C et les précipitations annuelles sont de 1 500 mm.

## Économie
L'économie du village de Himeshima repose sur l'agriculture, l'industrie de la pêche, le commerce des produits de la mer (fruits de mer, crevettes (notamment la crevette géante tigrée produit de la crevetticulture), dorades et poulpes) et le tourisme.

## Histoire
À l'ère Edo (1603-1868), l'actuel village de Himeshima fait partie du domaine de Kitsuki, dans le Kyūshū.
En 1878, au cours de la mise en place du nouveau système d'administration des municipalités élaboré par le gouvernement de Meiji, le village de Himeshima est intégré au district de Higashikunisaki, dans la préfecture d'Ōita.

## Culture locale et patrimoine

### Géoparc
Le village de Himeshima possède un géoparc dont les principaux sites sont constitués par les sept volcans de l'île.

### Les Sept Merveilles de Himeshima
Himeshima est une terre de traditions et de légendes. Ces dernières sont transmises de génération en génération par le maintien de sept lieux de mémoire appelés les Sept Merveilles de Himeshima (姫島七不思議, Himeshima nana fushigi). Pour la plupart, elles se rapportent à la légende de la princesse venue de Corée trouver refuge sur l'île pour échapper à un mariage et ont été popularisées au XIXe siècle par l'écrivain Ryūtei Tanehiko qui les évoque dans une série de cinq tankas.

#### Sennin-dō
À l'extrême nord de la pointe Kannon, dans l'ouest de Himeshima, se tient sur un sol rocheux d'obsidienne grisâtre, le Sennin-dō, un temple bouddhiste dédié à la déesse de la miséricorde.
Selon une légende, une prière faite dans l'enceinte de ce temple la veille du jour de l'An vous assure la protection de 1 000 dieux pour l'année.

#### Ukishū
Au large du port de Himeshima sur un banc de sable se dresse un torii marquant l'entrée d'un lieu sacré du shintō, celui de Takabe Sama, le dieu de la mer vénéré par les pêcheurs de l'île. Ce torii est réputé insensible à l'eau de mer, aux fortes marées et grosses tempêtes.

#### Sakasayanagi
Dans l'est de Himeshima, au bord d'une route, pousse un saule (逆柳, Sakasayanagi, « saule inversé ») dont les branches-lianes ne pendent pas mais sont dressées vers le ciel.
Selon une légende locale, la princesse venue de Corée sur l'île pour échapper à un mariage aurait planté un cure-dent taillé dans une branche de saule. Le cure-dent aurait pris racine et ses branches se seraient développées vers le ciel au lieu de retomber vers le bas.

#### Kanetsuke-ishi
Dans le nord-est de l'île, près du sanctuaire Himekoso, se trouve un creux dans le sol d'où affleure une pierre, kanetsuke-ishi, sur laquelle on peut distinguer l'empreinte d'un choko et celle d'un pinceau. Ces ustensiles propres à la pratique du kanetsuke (noircissement des dents pour marquer son rang), auraient été abandonnés là par la princesse venue de Corée sur l'île pour échapper à un mariage.

#### Hyōshi mizu
Dans le nord-est de l'île, près du onsen Hyōshi, émerge de la roche d'une falaise de l'eau de source.
Selon une légende, cette source d'eau a été créée au cours d'une prière d'un claquement de main par la princesse coréenne qui a inspiré son nom au village.

#### Ukita
Sur la presqu'île dans l'est de Himeshima, une stèle marque l'endroit d'un ancien étang dans lequel vivrait un serpent géant. Ce dernier manifesterait de temps en temps sa colère d'avoir été enterré en secouant sa queue, provoquant localement un tremblement du sol.

#### Amidagaki
À la pointe est de l'île, au pied d'une falaise au sommet de laquelle se dresse un phare, des grottes, creusées par les vagues marines, abritent des colonies d'huîtres qui ont la forme du bouddha Amida, d'où leur nom : huîtres Amida (阿弥陀牡蠣, Amidagaki). Selon les habitants de l'île, consommer ces huîtres déchaînerait la fureur des dieux et provoquerait des maux d'estomac.

### Ancienne carrière d'obsidienne
La pointe Kannon, dans l'ouest de Himeshima, comprend une falaise de 120 m de large et 40 m de hauteur. Cette étendue rocheuse est un ancien site de production d'obsidienne (Kokuyōsekisanchi (姫島の黒曜石産地)) classé site historique pittoresque et monument naturel national depuis 2007. Des fouilles archéologiques ont permis d'établir que cette carrière est un site d'approvisionnement en obsidienne depuis la période Jōmon (~ 15 000 jusqu'en 300 av. J.-C.).

## Symboles municipaux
L'arbre symbole de la municipalité de Himeshima est le pin noir du Japon, sa fleur symbole le chrysanthème du Japon.